# Unterwald (Gemeinde Windhaag)
Unterwald ist eine Ortschaft in der Gemeinde Windhaag bei Freistadt im Mühlviertel in Oberösterreich.
Die Streusiedlung befindet sich nordöstlich von Windhaag direkt an der Grenze nach Tschechien und besteht aus einem kleinen Hauptort und mehreren Einzellagen.